# (36644) 2000 QR189
2000 QR189 (asteroide 36644) é um asteroide da cintura principal. Possui uma excentricidade de 0.14937370 e uma inclinação de 7.34879º.
Este asteroide foi descoberto no dia 26 de agosto de 2000 por LINEAR em Socorro.